# Heerlen

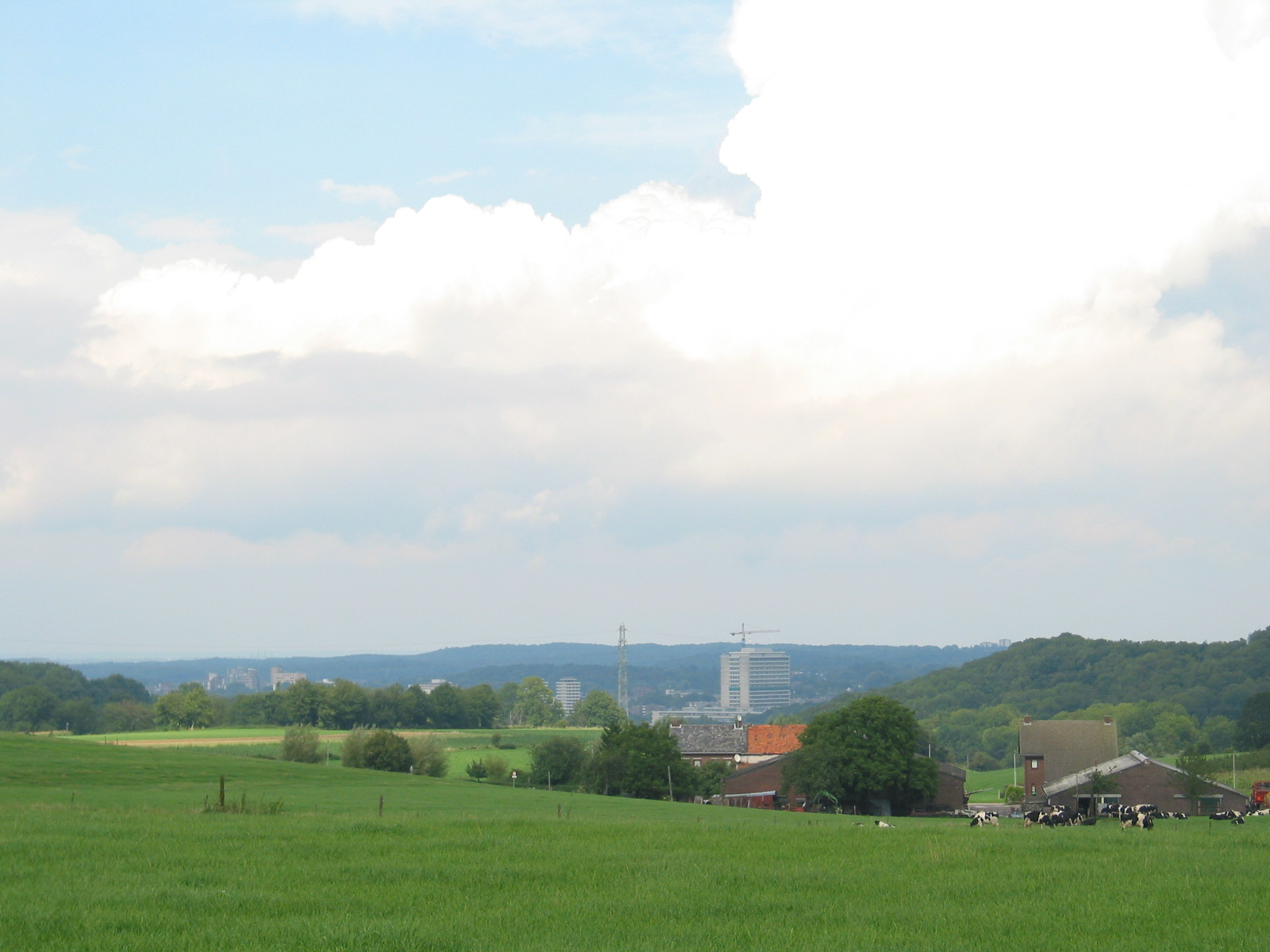
Heerlen, situada en una vall

Heerlen ( pronunciació (?·pàg.)) (limburguès Heële) és una ciutat al sud-est dels Països Baixos i el quart municipi més gran de la província de Limburg. Forma una part de "Parkstad Limburg", una aglomeració urbana d'uns 220.000 habitants. Limita al nord amb Schinnen, Brunssum i Landgraaf, a l'oest amb Nuth, a l'est amb Kerkrade i al sud amb Voerendaal, Simpelveld i Aquisgrà
En el segle xix va arribar a ser un centre per a la indústria minera del carbó.

## Història
Encara que hi ha signes de l'habitació més primerenc, la història de Heerlen comença amb l'arribada dels romans que hi van fundar un assentament militar anomenat "Coriovallum". L'assentament es trobava a l'encreuament de dues vies romanes: Boulogne-sur-Mer - Colònia i Xanten - Aquisgrà - Trèveris.
Heerlen i l'àrea circumdant encara contenen molts vestigis de la vida romana, com ara viles i granges. Les "Thermae", (termes romanes) (unes de les poques dels Països Baixos), descobertes el 1940 eren les més llargues. Un museu, obert el 1977, que conté també altres troballes romanes, va construir-se sobre les termes i obrir les portes el 1977. El 1984 hi va obrir les portes la Universitat Oberta dels Països Baixos.

## Ajuntament
El consistori municipal consta de 36 membres, format des del 2006 per:
- SP, 11 regidors
- PvdA, 6 regidors
- Stadspartij Heerlen, 4 regidors
- CDA, 4 regidors
- VVD, 3 regidors
- Leefbaar Heerlen, 3 regidors
- Ouderen Partij Heerlen, 2 regidors
- GroenLinks, 1 regidors
- Fractie Heinen, 1 regidor
- Fractie Moonen, 1 regidor

## Persones notables
- Jeanine Hennis-Plasschaert